# Clovia resinosa
Clovia resinosa is een halfvleugelig insect uit de familie Aphrophoridae. De wetenschappelijke naam van deze soort is voor het eerst geldig gepubliceerd in 1921 door Jacobi.